# Томас Еррера Мартінес
Томас Еррера Мартінес (ісп. Tomás Herrera Martínez, 21 грудня 1950 — 18 жовтня 2020) — кубинський баскетболіст.
Бронзовий призер Олімпійських Ігор 1972 року, учасник 1976, 1980 років.